# Carlos de Areizaga y Corral
Carlos de Areizaga y Corral (1681, Urretxu-segle xviii) militar espanyol al servei de Felip V durant la Guerra de Successió Espanyola. Fill de Mateo de Areizaga y Basauri, baró d'Areizaga, i de Juana Corral Idiáquez y Arellano. Durant la Guerra dels Catalans (1713-1714) era coronel del regiment borbònic de Guipúscoa. El regiment de Guipúscoa, inicialment un terç de 600 hombres, fou destinat al front de Portugal essent el seu coronel Tomás de Idiáquez e Ipeñarrieta, i tinent coronel Francisco José de Emparan. El 1706 en fou nomenat coronel Carlos de Areizaga, i tinent coronel Juan Domingo de Echeverría. A mitjans de gener del 1714 el regiment va quedar encerclar durant nou dies a Oliana per companyies de miquelets que li havien capturat un comboi d'avituallament. Va acudir en socors seu el birgadier José Vallejo Iturrizarra i el 24 de gener arribà a Oliana; el coronel Areizaga va fugir de la vila obrint-se pas entre els miquelets que bloquejaven els accessos i fugiren cap a Solsona on arribaren el 25 de gener. Durant la retirada el destacament borbònic acudí a Peramola, els sometents de la qual havien participat en bloqueig a Oliana, i el brigadier José Vallejo Iturrizarra i el coronel Carlos de Areizaga va fer penjar els combatents que resistien al poble i feu incendiar Peramola.